# Hibana fusca
Hibana fusca là một loài nhện trong họ Anyphaenidae.
Loài này thuộc chi Hibana. Hibana fusca được Pelegrin Franganillo-Balboa miêu tả năm 1926.